# تيم كيرك
تيم كيرك (بالإنجليزية: Tim Kirk)‏ هو رسام توضيحي أمريكي، ولد في 30 أكتوبر 1947.

## وصلات خارجية
- الموقع الرسمي